# Killdozer
A Killdozer amerikai rockegyüttes. 1983-ban alakultak a wisconsini Madisonban. Dalaikra és albumaik borítójára jellemző a humor is. Érdekes nevüket egy 1974-es film címéről kapták. Első nagylemezüket 1984-ben adták ki. A Killdozer főleg noise rock zenét játszik, de a sludge metal és az alternatív rock műfajokban is zenélnek. Az együttes 1983-tól 1996-ig működött. Lemezeiket a Touch and Go Records, illetve Man's Ruin Records kiadók jelentették meg.

## Tagjai
- Michael Gerald
- Bill Hobson
- Dan Hobson
- Paul Zagoras
- Jeff Ditzenberger
- Tom Hazelmyer
- Erik Tunison
- Scott Giampino.

## Diszkográfia
Stúdióalbumok
- Intellectuals are the Shoeshine Boys of the Ruling Elite (1984)
- Snake Boy (1985)
- Little Baby Buntin' (1987)
- Twelve Point Buck (1989)
- Uncompromising War on Art Under the Dictatorship of the Proletariat (1994)
- God Hears Pleas of the Innocent (1995)